# مدينة الأمير سلطان بن عبد العزيز الرياضية
ملعب الأمير سلطان بن عبد العزيز (رسميا مدينة الأمير سلطان بن عبد العزيز الرياضية)، هي مدينة رياضية تضم ملعب لكرة القدم يقع مقرها في أبها بـمنطقة عسير، وتملكها الهيئة العامة للرياضة. تتسع نحو 20,000 متفرج.

## مناسبات سابقة
أستضاف الملعب دورة الصداقة الدولية وبطولة النخبة الدولية الودية عدة مرات، والتي شارك فيها أندية الهلال والشباب ونادي بولونيا الإيطالي وغيرهم، وفاز فيها نادي الشباب سنة 2010.

## وصلات خارجية
- الشباب يفوز على الهلال في ملعب الأمير سلطان بن عبد العزيز